# 猪股真
猪股 真（いのまた まこと、男性、1973年2月6日 - ）は、神奈川県出身の実業家であり、経営コンサルタント、行政書士、SBI大学院大学非常勤講師。東京商工会議所登録エキスパート。

## 経歴
1973年、神奈川県に生まれる。1997年に専修大学法学部法律学科卒業後、ソフトウェア開発会社に入社。その後1998年、デザイン業、ソフトウェア開発業として独立。株価分析ソフトを開発し、ヴェクターで公開していたこともあった。2002年、行政書士試験を受験し合格。2003年には行政書士登録を行い事務所である「あつぎ法務事務所」を開設。会社設立・相続手続・遺言・公正証書作成支援・家系図・契約書作成・内容証明等を主業務とし、同年には設業支援、農地転用、古物商支援、運輸・運送業支援、人材派遣業・人材紹介業の取扱を開始している。なお、その間にあたる2003年6月、あつぎ異業種交流会を立ち上げている。また、2003年には事務所名称を「行政書士 あつぎ法務事務所」に変更し、小田急小田原線本厚木駅南口に移転。旅行業支援・確認会社設立・NPO法人支援、自動車リサイクル法の取扱いを開始する。その後も積極的に取扱い業務を拡大し、2004年には医療法人設立・定款変更、個人情報保護法対策等のコンサルティング分野に進出している。以来、本格的に経営コンサルティング分野に進出し、続いて2005年には事業計画策定、資金調達支援を開始、2006年は経営コンサルティング部門開設。マーケティング戦略策定支援、株式上場準備支援、組織整備、M&A支援の取扱を開始している。この年に、クライアントの期待に応えるためとして、行政書士業界初となるERPを導入し、行政書士サービスのスピードと品質に革新をもたらした。2008年、SBI大学院大学非常勤講師に就任。熱心な指導をするとして学生に人気がある。2011年、事務所所在地を新宿南口に移転。事務所を「行政書士 新日本総合事務所」に改組した。
本人が執筆するメールマガジンに「猪股 真のYesなビジネスの作り方(CSRマーケティング)」がある。
- 2003年6月に立ち上げた異業種交流会は神奈川県厚木市を中心として活躍している有志の経営者・士業者・起業家などが中心になって毎月１回開かれる社会人のための情報交換会である。異業種交流会は、様々なスタイルで開催されることが多く、名刺交換会のようなものから、勉強会のようなもの、営業博覧会のようなものまであるが、あつぎ異業種交流会では地域の連携・活性化が促進されるような情報交換・人脈形成の場を提供し、おたがいの知識・能力の向上をはかりながら、参加者のスキルアップ・QOLの向上、ビジネス革新・市場創造・ジョイントベンチャーを生みだすことを目標としている。会員が講師を勤める講演会の他、参加者のビジネス革新のためにブレイン・ストーミングを行うビジネスディスカッション、外部から専門家を招いて特別講演会なども開催している[4]。

2007年にSBI大学院講師就任の打診を受けたことによる繁忙から世話人を退任。以降相談役になっている。

## 著書
- 『起業の教科書』(共著・東洋経済新報社、2010年)ISBN 978-4492502112
- 『【新会社法対応】自分でできる!有限会社から株式会社にする本 有限会社189万社のための株式会社移行手続マニュアル』(ソフトバンククリエイティブ、2006年) ISBN 978-4-7973-3485-2
- 『病院経営者が知りたい個人情報保護法対策』（共著・サイカス、2004年）ISBN 978-4-9902-2602-2
- 『開業医が知りたい個人情報保護法対策』（共著・サイカス、2004年）ISBN 978-4-9902-2603-9
- 『ドクターフォローツールとしての個人情報保護法活用法〜ドクターが知らない個人情報保護法対策で他社ＭＲに差をつけよう〜』（製作協力・サイカス、2004年）ISBN 978-4-9902-2605-3